# مرده‌کتان
مرده‌کتان یکی از روستاهای استان آذربایجان شرقی است که در دهستان بزکش بخش مرکزی شهرستان اهر واقع شده‌است.این روستا ۱۰۱ نفر جمعیت دارد.